# Townes
Townes è un album pubblicato da Steve Earle nel 2009 edito dall'etichetta New West, composto interamente di cover di brani del cantautore Townes Van Zandt, suo amico e mentore.

## Tracce
Tutti i brani scritti da Townes Van Zandt tranne dove indicato
1. Pancho & Lefty
2. White Freightliner Blues
3. Colorado Girl
4. Where I Lead Me
5. Lungs
6. No Place To Fall
7. Loretta
8. Brand New Companion
9. Rake
10. Delta Momma Blues (Van Zandt, Matthew Moore)
11. Marie
12. Don't Take It Too Bad
13. Mr. Mudd & Mr. Gold
14. (Quicksilver Daydreams Of) Maria
15. To Live Is To Fly